# Associazione Sportiva Sorrento 1972-1973
Questa voce raccoglie le informazioni riguardanti il Sorrento nelle competizioni ufficiali della stagione 1972-1973.

## Stagione
Serie C 1972-1973: 12º posto

## Divise
| Casa |

## Organigramma societario
Area direttiva
- Presidente:  Achille Lauro

Area tecnica
- Allenatore:  Paolo Todeschini poi  Danilo Nencetti

## Rosa
| N. |                   | Ruolo | Calciatore           |
| -- | ----------------- | ----- | -------------------- |
|    | Italia (bandiera) | P     | Antonino Elefante    |
|    | Italia (bandiera) | P     | Antonio Formisano    |
|    | Italia (bandiera) | P     | Francesco Moscarella |
|    | Italia (bandiera) | P     | Emmerich Tarabocchia |
|    | Italia (bandiera) | D     | Salvatore Albano     |
|    | Italia (bandiera) | D     | Paolo De Giovanni    |
|    | Italia (bandiera) | D     | Antonino Fiorile     |
|    | Italia (bandiera) | D     | Walter Gazzaniga     |
|    | Italia (bandiera) | D     | Dante Lodrini        |
|    | Italia (bandiera) | D     | Edmondo Lorenzini    |
|    | Italia (bandiera) | D     | Raffaele Maione      |
|    | Italia (bandiera) | D     | Luciano Menconi      |
|    | Italia (bandiera) | D     | Alberto Rossi        |
|    | Italia (bandiera) | D     | Mauro Saccoccio      |
|    | Italia (bandiera) | C     | Federico Cangiano    |
|    | Italia (bandiera) | C     | Massimo Cherubini    |

| N. |                   | Ruolo | Calciatore         |
| -- | ----------------- | ----- | ------------------ |
|    | Italia (bandiera) | C     | Dionisio Collavini |
|    | Italia (bandiera) | C     | Antonio Furlan     |
|    | Italia (bandiera) | C     | Biagio Savarese    |
|    | Italia (bandiera) | C     | Antonio Seano      |
|    | Italia (bandiera) | A     | Tommaso Angrisani  |
|    | Italia (bandiera) | A     | Antonio Bonaldi    |
|    | Italia (bandiera) | A     | Paolino Bozza      |
|    | Italia (bandiera) | A     | Pietro Costantino  |
|    | Italia (bandiera) | A     | Catello Esposito   |
|    | Italia (bandiera) | A     | Giordano Galli     |
|    | Italia (bandiera) | A     | Alessandro Paesano |
|    | Italia (bandiera) | A     | Bruno Rinaldi      |
|    | Italia (bandiera) | A     | Fernando Scarpa    |
|    | Italia (bandiera) | A     | Angelo Vitone      |
|    | Italia (bandiera) | A     | Fiorenzo Barbaglio |

## Calciomercato
| Acquisti | Acquisti             | Acquisti    | Acquisti |
| R.       | Nome                 | da          | Modalità |
| -------- | -------------------- | ----------- | -------- |
| P        | Emmerich Tarabocchia | Potenza     |          |
| D        | Paolo De Giovanni    | Foggia      |          |
| D        | Antonino Fiorile     | Crotone     |          |
| D        | Walter Gazzaniga     | Entella     |          |
| D        | Luciano Menconi      | Savoia      |          |
| D        | Mauro Saccoccio      | Napoli      |          |
| C        | Massimo Cherubini    | Catania     |          |
| C        | Dionisio Collavini   | Padova      |          |
| C        | Antonio Seano        | Internapoli |          |
| A        | Antonio Bonaldi      | Napoli      |          |
| A        | Giordano Galli       | Modena      |          |
| A        | Bruno Rinaldi        | Potenza     |          |
|          | Barbaglio Fiorenzo   | Monza       |          |

| Cessioni | Cessioni             | Cessioni | Cessioni   |
| R.       | Nome                 | a        | Modalità   |
| -------- | -------------------- | -------- | ---------- |
| D        | Giuseppe Bruscolotti | Napoli   | definitivo |